# Ingrie
1019
L’Ingrie (russe : Ижорская земля, russe : Ингрия ou Ингерманландия, Ingermanlandija, finnois : Inkeri ou Inkerinmaa, estonien : Ingeri ou Ingerimaa, suédois : Ingermanland) est une région historique située dans le nord-ouest de la Russie actuelle, au bord du golfe de Finlande, entre le sud du lac Ladoga et le fleuve Narva. Administrativement, elle se trouve actuellement dans l'oblast de Léningrad et contient la ville de Saint-Pétersbourg.

## Étymologie
Les Suédois appelaient Ingermanland le territoire de Lod, qui appartenait à la république de Novgorod. Ingermanland proviendrait d'Ingigerd Olofsdotter, fille du roi de Suède Olof Skötkonung. Lors de son mariage avec Iaroslav Ier le Sage, en 1019, elle reçut cette terre en dot.

## Histoire

### Moyen Âge
Durant l'âge des Vikings, l'Ingrie était une tête de pont sur la route commerciale des Varègues qui se rendaient dans l'Est de l'Europe. L'Ingrie était alors administrée par des jarls suédois, comme Ragnvald Ulfsson, sous la souveraineté de la république de Novgorod. Au XIIe siècle, l'Ouest de l'Ingrie fut absorbé par cette république. Durant les siècles qui suivirent, elle fut le théâtre de nombreuses guerres, impliquant principalement la Suède et la Russie, mais aussi le Danemark et les chevaliers teutoniques. Ces derniers établirent d'ailleurs une forteresse dans la ville de Narva. Les Russes firent de même en 1492 sur la rive opposée du fleuve Narva, en construisant le château d'Ivangorod.

### Ingrie suédoise
L'Ingrie, nommée Ingermanland en suédois, est une possession suédoise de 1580 à 1595 lorsqu'elle revint à la Russie au traité de Teusina, puis de nouveau suédoise après le temps des troubles, la guerre d'Ingrie (1610-1617) et le traité de Stolbovo de 1617, jusqu'en 1702, date à laquelle elle est reconquise par la Russie. Elle est officiellement cédée à la Russie par le traité de Nystad en 1717.
L'intérêt de la Suède pour ce territoire est alors stratégique : il s'agit d'une zone tampon contre les attaques russes sur l'isthme de Carélie ; par ailleurs, le commerce russe est alors obligé de passer par le territoire suédois. L'Ingrie est enfin le lieu de relégation des déportés suédois.
L'Ingrie suédoise comprend la zone située le long de la rivière Neva, entre le golfe de Finlande, la Narva, le lac Peipsi et le lac Ladoga. Elle est voisine de la Carélie suédoise.
Elle reste peu peuplée : 15 000 habitants selon un recensement de 1664. Les tentatives suédoises d'y introduire le luthéranisme se heurtent à l'hostilité de la paysannerie russe orthodoxe. Des terres et des réductions d'impôt sont offertes aux personnes qui se convertissaient, mais le luthéranisme est surtout adopté par les colons finnois en provenance de Savonie et de Carélie, qui vont devenir les Finnois d'Ingrie. L'Ingrie est offerte en fief à des nobles militaires et à des officiers d'état qui amenèrent leurs propres travailleurs et domestiques luthériens.

### Ingrie russe

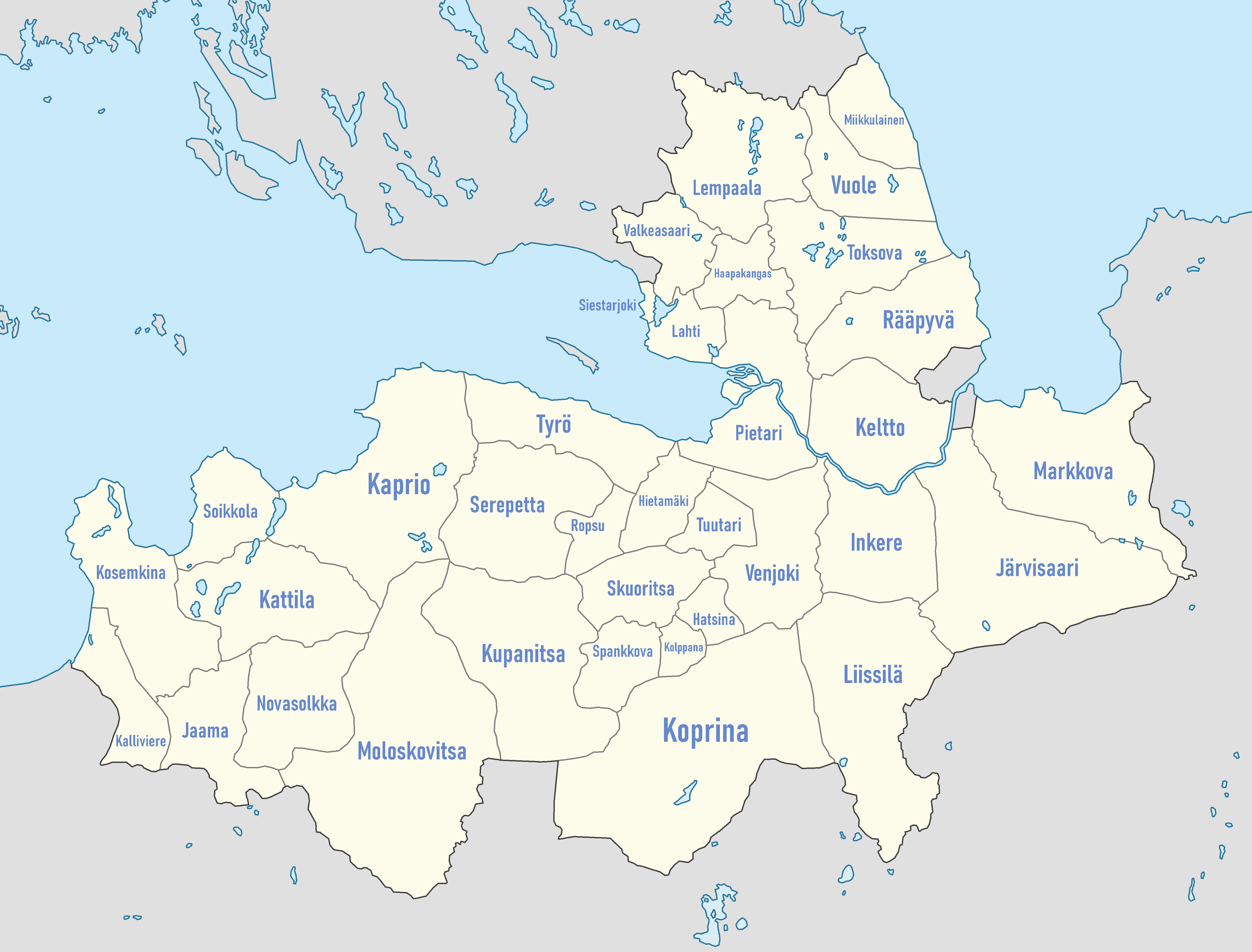
Ingrie, vers 1925.

Au début des années 1700, la zone fut reconquise par la Russie lors de la grande guerre du Nord, après un siècle d'hégémonie suédoise. En 1703, la nouvelle capitale russe Saint-Pétersbourg fut fondée à l'emplacement de la ville suédoise de Nyenskans.
Pierre le Grand éleva l'Ingrie au rang de duché, avec le prince Menchikov comme premier (et dernier) duc. En 1710, elle est intégrée au gouvernement de Saint-Pétersbourg.
La république russe issue de la révolution russe de février 1917 est renversée la même année par la révolution d'Octobre, qui instaure un régime de « terreur rouge » : pour y échapper, une république auto-proclamée d'Ingrie du Nord déclare son indépendance, avec le soutien de la Finlande, dans le but d'être rattachée à ce pays. Les bolcheviks s'en emparent aussitôt et la transforment en une République soviétique autonome qui dure jusqu'en 1920, avant d'être réintégrée à la Russie à la suite de la signature du traité de Tartu.
En 1927, le gouvernement de Saint-Pétersbourg fut renommé « oblast de Léningrad » et bien que la ville de Leningrad ait retrouvé son nom de Saint-Pétersbourg en 1991, l'oblast a gardé le nom d'oblast de Leningrad.

### Seconde Guerre mondiale
L'Ingrie fut envahie par la Wehrmacht au cours de l'automne 1941 dans le cadre de l'opération Barbarossa.
Les dirigeants nazis projetaient de coloniser l’Ingrie. Le Generalplan Ost prévoyait d’implanter dans l’Ingermanland des Allemands dans des « marches du Reich » (colonisées à 50 %) et des « bases de colonies » (colonisées à 25 %). Une grande partie de la population aurait été déportée pour faire place aux colons.

## Population
Les deux peuples autochtones de l'Ingrie sont les Ingriens et les Votes, de langues finno-ougriennes. Après la conquête suédoise, les Finnois venus de Savonie et de Carélie devinrent majoritaires, mais Ingriens, Votes et Russes restèrent présents.
À son apogée dans les années 1920, la minorité finnoise d'Ingrie comptait environ 160 000 personnes, avec environ 300 écoles et dix journaux de langue finnoise, mais la majorité de la population était russe.
Suspects de sympathies envers la Finlande, les Finnois d'Ingrie, les Ingriens et les Votes ont été presque tous déportés au Goulag durant la période soviétique. Soixante-trois mille d'entre eux fuirent en Finlande durant la Guerre d'Hiver. À la fin de la guerre, Staline exigea leur retour et la Finlande vaincue dut s'exécuter, même si elle n'en livra qu'un petit nombre. Staline exécuta ou exila la plupart d'entre eux.
Après la dislocation de l'Union soviétique en 1991, les Finnois d'Ingrie survivants et leurs descendants russifiés furent autorisés à émigrer en Finlande. Ils ont donné naissance à une minorité russophone en Finlande.